# HD 95086
HD 95086 és una estrella preseqüència principal a uns 282 anys llum (86 parsecs) de distància. La seva temperatura superficial és de 7750 ± 250 K. HD 95086 és una mica deficient de metall en comparació amb el Sol, amb un índex de metal·licitat Fe/H de −0,25 ± 0,5 (~55%), i és molt més jove a una edat de 13,3 milions d'anys. Originalment es va pensar que formava part de l'associació estel·lar d'Escorpió-Centaure, fins que es va trobar, amb l'ús de dades de Gaia, que l'estrella podria formar part de l'associació Carina.
Les sondejos de multiplicitat no van detectar cap company estel·lar a HD 95086 a partir del 2013.

## Nomenclatura
La designació HD 95086 prové del Catàleg Henry Draper.
L'agost de 2022, aquest sistema planetari es va incloure entre els 20 sistemes que s'anomenaria pel tercer projecte NameExoWorlds. Els noms aprovats, proposats per un equip de grec, es van anunciar el juny de 2023. HD 95086 rep el nom d'Èol després d'una figura mitològica grega, i el seu planeta rep el nom de Llevant, d'una paraula grega moderna que fa referència als vents de l'est mediterrani.

## Sistema planetari
El 2013, un planeta, anomenat HD 95086 b, va ser descobert en una òrbita àmplia mitjançant imatges directes. El descobriment es va confirmar el 2014.
A més del planeta, l'estrella està envoltada per un disc de fragments complex i relativament massiu (0.5+0.2−{{{2}}} masses terrestres), que pot constar de fins a quatre cinturons (calent, càlid, fred i halo) separats per buits. Es va detectar una petita quantitat (1.4–13)×10−6 masses terrestres de monòxid de carboni gasós al disc exterior, la qual cosa implica una cascada de col·lisions recent seguida d'una activitat cometària de fragments nous.
| Companya (per ordre des de l'estrella) | Massa        | Semieix major (ua) | Període orbital (any) | Excentricitat | Inclinació | Radi |
| -------------------------------------- | ------------ | ------------------ | --------------------- | ------------- | ---------- | ---- |
| Disc de fragments calents              | 7–10 ua      | 7–10 ua            | 7–10 ua               | 7–10 ua       | ?          | ?    |
| b                                      | 4.5 ± 0.5 MJ | 51.45 ± 4.66       | 70.98 ± 55.01         | 0.16 ± 0.09   | —°         | —    |
| Disc de fragments freds                | 106–320 ua   | 106–320 ua         | 106–320 ua            | 106–320 ua    | 90 ± 3°    | ?    |